# Голубой флаг

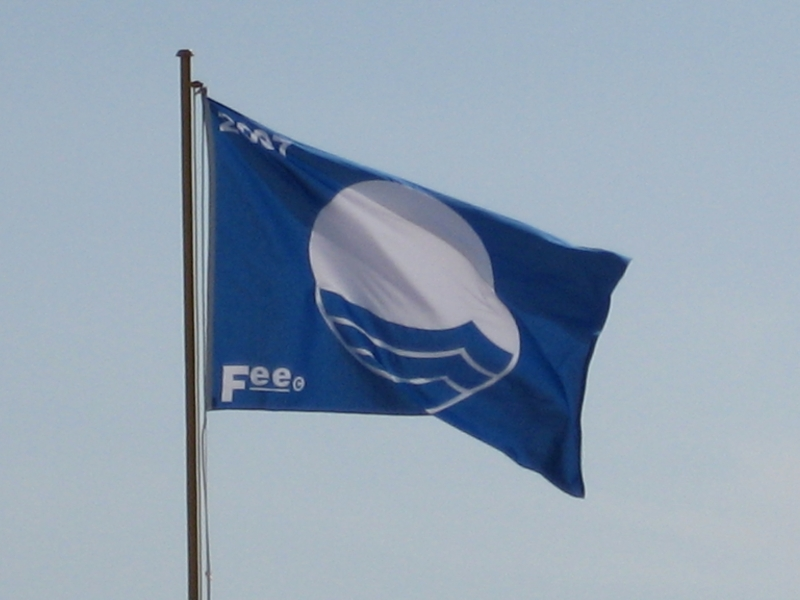
Голубой флаг, 2007 год

Голубой флаг — международная награда, ежегодно вручаемая с 1987 года пляжам и причалам, вода в которых отвечает высоким стандартам качества и пригодна для безопасного купания. Родиной Голубого флага считается Франция, где первое награждение произошло в 1985 году.
Номинация Голубой флаг находится под управлением Фонда экологического образования (англ., FEE), являющегося некоммерческой неправительственной организацией. Фонд состоит из 65 организаций, находящихся в 60 странах мира и представляющих Европу, Африку, Океанию, Азию, Северную и Южную Америку.
Соответствие критериям Голубого флага требует соблюдения строгих стандартов качества воды, безопасности и экологического просвещения. Для мест, расположенных в странах Евросоюза, необходимо также полное соблюдение принятых директив.
Ежегодное награждение происходит 5 июня (для стран Европы, Канады, Марокко, Туниса и аналогичных по географическому положению) и 1 ноября (для стран Карибского бассейна, Новой Зеландии, Южной Африки и им подобных, находящихся в Южном полушарии).
В 2009 году более чем 3450 пляжам и причалам был вручен Голубой флаг.
В настоящее время в программе Голубой флаг участвуют следующие страны мира: Багамские Острова, Бельгия, Болгария, Бразилия, Канада, Хорватия, Кипр, Дания, Доминиканская Республика, Англия, Эстония, Франция, Германия, Греция, Исландия, Ирландия, Израиль, Италия, Иордания, Латвия, Литва, Мексика, Мальта, Черногория, Марокко, Нидерланды, Новая Зеландия, Северная Ирландия, Норвегия, Польша, Португалия, Пуэрто-Рико, Румыния, Российская Федерация, Шотландия, Сербия, Словения, Южная Африка, Испания, Швеция, Тринидад и Тобаго, Тунис, Турция, Украина, Уэльс, Объединённые Арабские Эмираты, Виргинские Острова, Синт-Мартен. На Арубе программа работает на экспериментальном уровне.
Многие отдыхающие по всему миру руководствуются оценкой Голубым флагом будущего места отдыха при планировании поездки.
Первым пляжем в России, награждённым Голубым флагом, в 2016 году стала пляжная зона в посёлке Янтарный Калининградской области. В 2017 году флагом награждён крымский Массандровский пляж, расположенный в Ялте. В 2018 году 6 сочинских пляжей удостоены Голубого флага, в 2019 их стало 13, а в 2020 их число увеличилось до 21.